# Stazione di Desenzano del Garda-Sirmione
Stazione di Desenzano del Garda-Sirmione vasútállomás Olaszországban, Lombardia régióban, Lombardia településen.

## Vasútvonalak
Az állomást az alábbi vasútvonalak érintik:
- Milánó–Velence-vasútvonal
- Desenzano-Desenzano Porto-vasútvonal

## Kapcsolódó állomások
A vasútállomáshoz az alábbi állomások vannak a legközelebb:
- Stazione di Lonato (Milánó–Velence-vasútvonal)
- San Martino della Battaglia railway station (Milánó–Velence-vasútvonal)
- Desenzano Lago railway station (Desenzano-Desenzano Porto-vasútvonal)